# Gonçalo Rodrigues Girão (morto em 1231)
Gonçalo Rodrigues Girão (em castelhano: Gonzalo Rodríguez Girón; m. 1231)[a] também conhecido como Gonzalo Ruiz Girón, filho primogénito de Rodrigo Guterres Girão e de Maria de Guzman, foi um dos nobres mais ricos e poderosos da  idade média na Tierra de Campos, e um dos mais leais colaboradores do rei Afonso VIII, da rainha

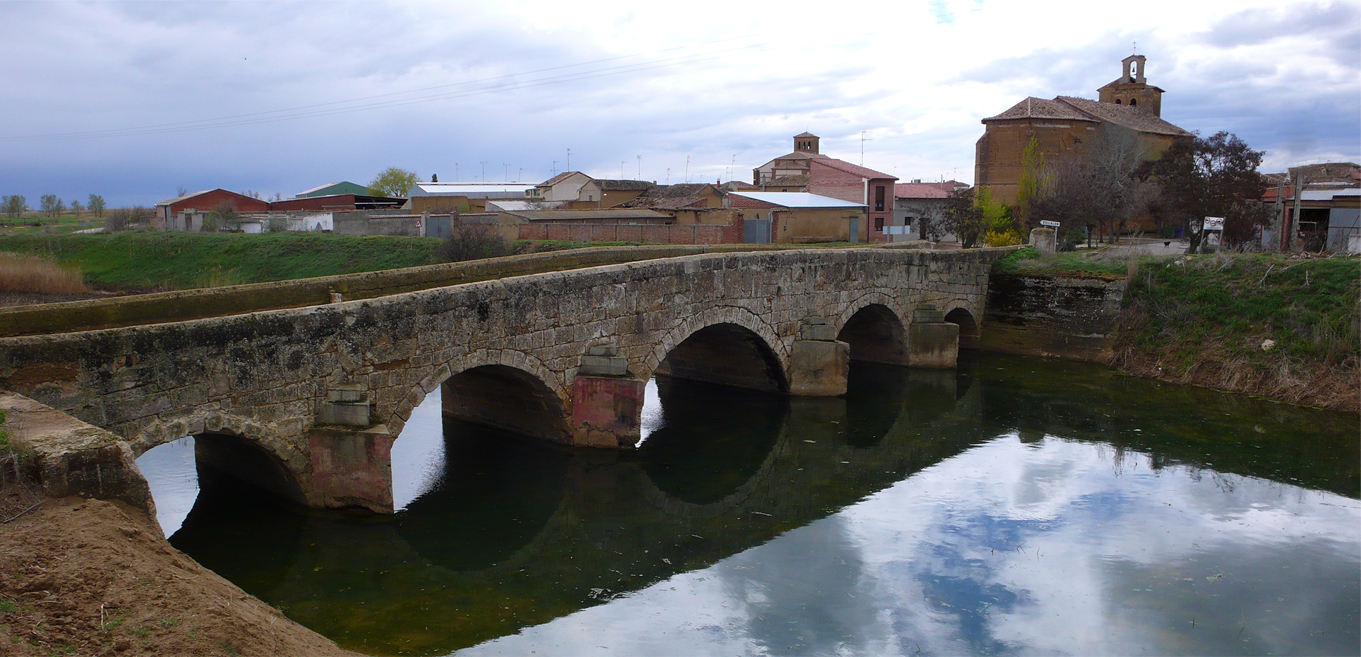
Ponte sobre o rio Sequillo em Boadilla de Rioseco onde Gonzalo Rodríguez Girón tinha propriedades.

Berengária de Castela e depois do rei Fernando III.  

## Serviços à coroa
Membro da cúria régia do rei Afonso VIII, foi seu mordomo-mor de 1198 até á morte do monarca em 1214. Junto com os seus irmãos Rodrigo, Pedro, Nuno e Alvaro, participou na Batalha das Navas de Tolosa que foi travada em 16 de julho de 1212.
Depois da morte do rei Afonso VIII, foi mordomo do futuro rei Henrique I até que foi substituído em 29 Dezembro de 1216 por Martim Muñoz de Hinojosa por indicação do conde Álvaro Nunes de Lara, que em 1215 tinha assumido a tutela do jovem rei contra a vontade da igreja e uma parte da nobreza.
Em fevereiro de 1216, foram convocadas umas cortes extraordinárias em Valladolid com a participação dos nobres castelhanos, que com o apoio da rainha Berengária, fizeram uma frente comum contra Álvaro Nunes de Lara. No final de maio do mesmo ano, Berengária decidiu refugiar-se no castelo de Autillo governado por Gonçalo Rodrigues Girão, enviando o seu filho, o infante Fernando à corte de Leão com o seu pai o rei Afonso IX.
Em 15 de agosto de 1216 todos os nobres do reino de Castela se reuniram para tentar chegar a um acordo a fim de evitar uma guerra civil. No entanto, devido a divergências, os Girão, Teles de Meneses, e Haros afastaram-se do conde de Lara.
De acordo com a Crônica Latina dos Reis de Castela, o ano 1217 foi de grande tensão, quanta nunquam fui tantea in Castella. O conde de Lara confrontou-se com a rainha Berengária e seus seguidores, liderados pelo conde Lope Díaz de Haro e Gonçalo Rodrigues Girão. A rainha refugiou-se no castelo de Autillo e Álvaro Nunes de Lara, que não queria abandonar o poder alcançado, arrasou o vale do Trigueros, cercou Autillo onde estavam a rainha e os seus partidários, e destruiu Cisneros e Frechilla.

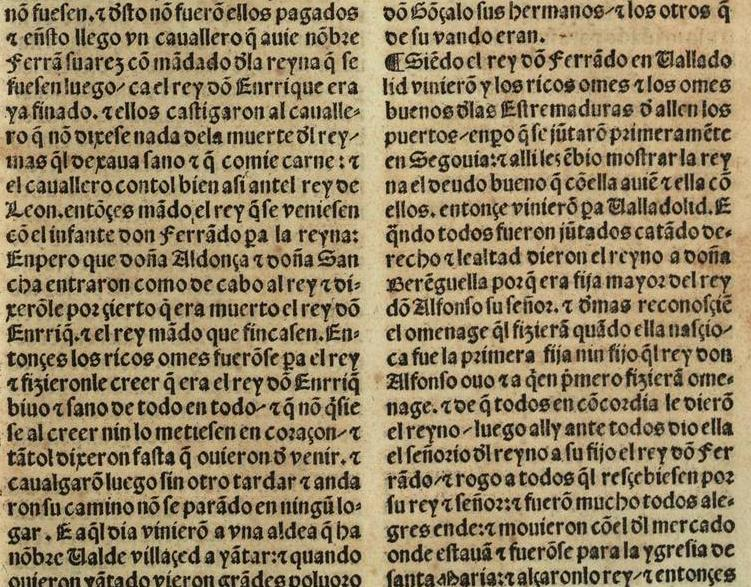
Coronação do rei Fernando III em Valladolid (Crónica General)

As circunstâncias mudaram de repente quando o jovem rei Henrique morreu em 6 de junho de 1217 em consequência de um ferimento na cabeça causado por uma telha caida acidentalmente quando estava a brincar com outras crianças no pátio do palácio do bispo de Palência. O seu tutor, o conde de Lara, tentou esconder os factos, e levou o cadáver do rei para o castelo de Tariego de Cerrato, mas não pôde evitar que a notícia chegasse ao conhecimento da rainha Berengária.
Imediatamente, a rainha encarregou Lope Díaz de Haro, Gonçalo Rodrigues Girón, e Afonso Teles de trazer para junto de si o seu filho, o infante Fernando, que na época estava em Toro com o seu pai o rei Afonso IX, usando como pretexto um imaginário ataque a Autillo, sem revelar a morte de seu irmão Henrique. Apesar da relutância das infantas Sancha e Dulce, os nobres convenceram o rei  Afonso de que Henrique estava vivo e em seguida levaram de Toro o infante Fernando.  Berengária, a legítima herdeira, renunciou ao trono de Castela a favor do seu filho Fernando, que pouco depois, em 14 de junho 1214, foi proclamado rei em Autillo de Campos e coroado em julho em Valladolid.

## Tenencias, patrimônio e poder

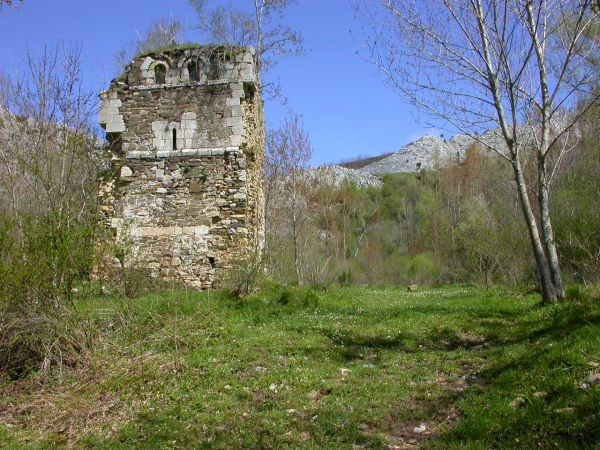
Ruínas do Mosteiro de San Román de Entrepeñas

Uma vez que o reino foi pacificado e desapareceu o perigo representado pelo conde de Lara e o seus irmãos, a posição de Gonçalo consolidou-se. Foi mordomo-mor do rei Fernando III e proeminente membro da corte regia. Teve várias tenências durante diferentes períodos, incluindo Monzón, Liébana, La Pernía, Gatón de Campos, Herrín de Campos, Peñas Negras, Cervera, Guardo, a metade da importante tenência de Carrión — junto com o seu irmão Rodrigo Rodrigues Girão — e em 1194 sucedeu a seu pai na tenência do castelo de Torremormojón. Também aparece como senhor do castelo de Entrepeñas perto do Mosteiro de San Román de Entrepeñas em Santibáñez de la Peña e foi proprietário de vários lugares em Boadilla de Rioseco, Carrión, Cardeñosa de Volpejera, Revenga de Campos, Villasabariego de Ucieza e em Cordovilla. Em 1221, Fernando III recompensou a sua lealdade e serviços com o senhorio de Autillo de Campos, mercê comfirmada posteriormente pelos sucessores do rei.

## Benfeitor
Em 1209, fundou com a sua primeira esposa o Hospital de la Herrada, dando ao bispado de Palência administração de outro hospital que tinham em Carrión, no bairro de San Illodo e San Antonino, hospital que ficava no percurso francês do caminho de Santiago, junto a Carrión, para dar esmolas e acolher os peregrinos e curar as suas doenças.
Gonzalo Rodrigues Girão faleceu cerca de 1231, o último ano que aparece na documentação, e foi sepultado no Hospital de la Herrada que havia fundado.

## Matrimónios y descendência
Teve um primeiro casamento cerca de 1185 com Sancha Rodrigues (falecida entre 1209 e 1212).  Alguns autores consideram que Sancha era filha de Rodrigo Rodriguez de Lara, mas este personagem nunca foi documentado. O medievalista Jaime de Salazar y Acha diz que era filha do alferes real Rodrigo Fernandes de Toronho e de sua esposa Aldonça Peres.
Um documento esclarecedor, citado por vários autores, menciona todos os filhos dos seus dois matrimónios, excepto Gonçalo. Em 8 de maio de 1222 na documentação da Catedral de Palência, Gonzalo, mordomo do rei, acompanhado pelos seus filhos e pela sua segunda esposa, confirma a doação de um hospital no distrito de San Zoilo de Carrión, a sede episcopal, com todos os seus bens e direitos. Os filhos do primeiro casamento foram:
- Rodrigo Gonçálves Girão, nascido antes de 1194 e falecido em 1256.
- Gonçalo Gonçalves Girão (morto em 1258) chanceler-mor do rei Fernando III, a quem acompanhou em 1248 na conquista de Sevilha.[b][13]
- Teresa Gonçalves Girão, que assina o documento de 1222 com o consentimento de seu marido, Rodrigo Gonçales.[c]
- Maria Gonçalves Girão, também assina o referido documento com a aprovação de suo primeiro marido, Guilhén Peres de Gusmão, filho de Pedro Rodrigues de Gusmão e de Mahalda. Filha deste casamento foi Mor Guilhén de Gusmão, amante do rei Afonso X, a qual foi a mãe de Beatriz rainha consorte de Portugal pelo seu matrimónio com o rei Afonso III. Depois de enviuvar, Maria casou com Gil Vasques de Soverosa e teve descendência deste casamento.[11]
- Aldonça Gonçalves Girão, assina o documento de 1222 com o consentimento de suo marido Ramiro Froilaz.
- Elvira Gonçalves Girão (falecida depois de 1255), assina o referido documento em 1222 com o consentimento da abadessa do Mosteiro de Las Huelgas[d]
- Sancha Gonçalves Girão (falecida depois de 1269), também monja, assina o documento de 1222 com a permissão da abadessa do Mosteiro de San Andres de Arroyo[e]
- Brígida Gonçalves Girão, monja do Mosteiro de Santa Maria de la Consolación de Perales, também assina com o consentimento da abadessa.

Gonçalo casou uma segunda vez, cerca de maio 1213 com Marquesa Peres, provavelmente da casa dos Villalobos ou Manzanedo, embora a sua filiação não esteja confirmada.[f][g] Juntos assinaram o documento de 1222 que menciona os filhos deste casamento, todos  menores á época.Em 1224, Gonçalo e sua esposa Marquesa, doaram a igreja de Santa Maria de Baquerín ao Hospital de la Herrada que tinham fundado.Os filhos deste segundo casamento, que não forma tão historicamente relevantes como os primeiros, foram:
- Pedro Gonçavles Girão
- Munio Gonçalves Girão
- Nuno Gonçalves Girão
- Maria Gonçalves Girão (falecida depois de 1266), também conhecida como Maria Girão (como a sua irmã, filha do primeiro matrimónio de seu pai) casou com o conde Ponce IV de Cabrera, também chamado Ponce I de Urgel, filho do conde Guerau IV de Cabrera, com quem teve dois filhos; Ermengol IX de Urgel e Alvaro I de Urgel. Ambos irmãos herdaram uma significativa herança de sua mãe nos reinos de Castela e Leão.[17][h]
- Leonor Gonçalves Girão, segundo Luis de Salazar y Castro, casada com Gonçalo Gomes de Roa, rico-homem e senhor de Aza e de Roa, com quem teve três filhos, incluindo Juan Gonçales de Roa, mestre da Ordem de Calatrava.
- Ines Gonçalves Girão.
- Maior Gonçalves Girão, possivelmente a esposa de Lope Lopez de Haro "o Chico", filho de Lope Díaz II de Haro, senhor de Biscaia e da infanta Urraca Afonso de Leão. [i][j]